# Flèche brabançonne féminine 2018
La 1re édition de la Flèche brabançonne féminine a eu lieu le 11 avril 2018. Elle fait partie du calendrier UCI en catégorie 1.1. Elle est remportée par l'Italienne Marta Bastianelli.

## Présentation

### Parcours
Un circuit local long de 21 km effectué avant une partie en ligne se rendant dans les environs de Grammont. Elle dure 56,4 km. Enfin un autre circuit local est emprunté trois fois. Il est long de 19,8 km et contient la montée du Schavollieberg et du Gooikenberg, ainsi que les secteurs pavés de la Schavolliestraat et de l'Opperstebosstraat ,.

### Équipes
| Équipes féminines professionnelles (14)- Alé Cipollini - Aromitalia Vaiano - BTC City Ljubljana - Cervélo Bigla - Doltcini-Van Eyck Sport - Experza-Footlogix - Health Mate-Cyclelive Team - Lotto Soudal Ladies - Mitchelton-Scott - Parkhotel Valkenburg-Destil - Servetto-Stradalli Cycle - Sunweb - Valcar PBM - WaowDeals Équipe féminines amateur (13)- Autoglas Wetteren - Loving potatoes-de Jonge Renner - DN 17 Nouvelle-Aquitaine - Isorex - Jan van Arckel - Jos Feron Lady Force - Keukens Redant - Maaslandster Veris CCN - Onform - Swaboladies.nl - Ulysses-Hoorn-West Frisia - Vélo Sprint Bouchain - Wielerclub de sprinters Malderen |
| |

## Récit de la course
En début de course, une échappée de huit coureuses se forme. Il s'agit de : Kelly Druyts, Janneke Ensing, Yara Kastelijn, Spela Kern, Rasa Leleivyte, Skalniak, Amanda Spratt et Ruth Winder. Derrière, Liane Lippert, Silvia Persico ou Monique van de Ree tentent de faire la jonction mais sans succès. Le premier tour du circuit urbain provoque une sélection dans le peloton. L'échappée est reprise. Un nouveau groupe de tête se constitue. Janneke Ensing et Amanda Spratt en font toujours partie. Elles sont assistées de Liane Lippert, Marianne Vos, Demi de Jong, Anna Henderson et Sofie de Vuyst. Elles comptent moins d'une minute d'avance. Dans l'avant-dernier tour de course, le peloton opère la jonction. La course se finit par un sprint. Marta Bastianelli s'impose devant Leah Kirchmann et Marianne Vos.

## Classements

### Classement final
| \| Classement général \| Classement général \| Classement général \| Classement général \| Classement général \| \| Coureuse \| Coureuse \| Pays \| Équipe \| Temps \| \| ------------------ \| ------------------------- \| ------------------ \| ----------------------- \| ------------------ \| \| 1re \| Marta Bastianelli \| Italie \| Alé Cipollini \| 3 h 37 min 56 s \| \| 2e \| Leah Kirchmann \| Canada \| Sunweb \| + 0 s \| \| 3e \| Marianne Vos \| Pays-Bas \| WaowDeals \| + 0 s \| \| 4e \| Jolien D'Hoore \| Belgique \| Mitchelton-Scott \| + 0 s \| \| 5e \| Maria Giulia Confalonieri \| Italie \| Valcar PBM \| + 0 s \| \| 6e \| Rasa Leleivytė \| Lituanie \| Aromitalia Vaiano \| + 0 s \| \| 7e \| Kelly Druyts \| Belgique \| Doltcini-Van Eyck Sport \| + 0 s \| \| 8e \| Chiara Consonni \| Italie \| Valcar PBM \| + 0 s \| \| 9e \| Monique van de Ree \| Pays-Bas \| WaowDeals \| + 0 s \| \| 10e \| Sofie De Vuyst \| Belgique \| Doltcini-Van Eyck Sport \| + 0 s \| |                           |          |                         |                 |
| |                           |          |                         |                 |
| Sources : ProCyclingStats Cycling Quotient |                           |          |                         |                 |
| Classement général |                           |          |                         |                 |
| Coureuse | Coureuse                  | Pays     | Équipe                  | Temps           |
| 1re | Marta Bastianelli         | Italie   | Alé Cipollini           | 3 h 37 min 56 s |
| 2e | Leah Kirchmann            | Canada   | Sunweb                  | + 0 s           |
| 3e | Marianne Vos              | Pays-Bas | WaowDeals               | + 0 s           |
| 4e | Jolien D'Hoore            | Belgique | Mitchelton-Scott        | + 0 s           |
| 5e | Maria Giulia Confalonieri | Italie   | Valcar PBM              | + 0 s           |
| 6e | Rasa Leleivytė            | Lituanie | Aromitalia Vaiano       | + 0 s           |
| 7e | Kelly Druyts              | Belgique | Doltcini-Van Eyck Sport | + 0 s           |
| 8e | Chiara Consonni           | Italie   | Valcar PBM              | + 0 s           |
| 9e | Monique van de Ree        | Pays-Bas | WaowDeals               | + 0 s           |
| 10e | Sofie De Vuyst            | Belgique | Doltcini-Van Eyck Sport | + 0 s           |

### Points UCI
| Position           | 1er | 2e | 3e | 4e | 5e | 6e | 7e | 8e | 9e | 10e | 11e | 12e | 13e à 15e | 16e à 25e |
| Classement général | 125 | 85 | 70 | 60 | 50 | 40 | 35 | 30 | 25 | 20  | 15  | 10  | 5         | 3         |

### Prix
Les prix suivants sont distribués :
| Position | 1er   | 2e    | 3e    | 4e    | 5e    | 6e    | 7e    | 8e    | 9e    | 10e  |
| Prix     | 379 € | 326 € | 272 € | 164 € | 152 € | 141 € | 130 € | 119 € | 109 € | 97 € |

En sus, la 11e gagne 87 €,  la 12e 76 €, la 13e 66 €, la 14e 53 €, la 15e 42 €. Les coureuses placées de la 16e à la 20e place  repartent avec 28 €.